# Danh sách đơn vị hành chính Hải Nam

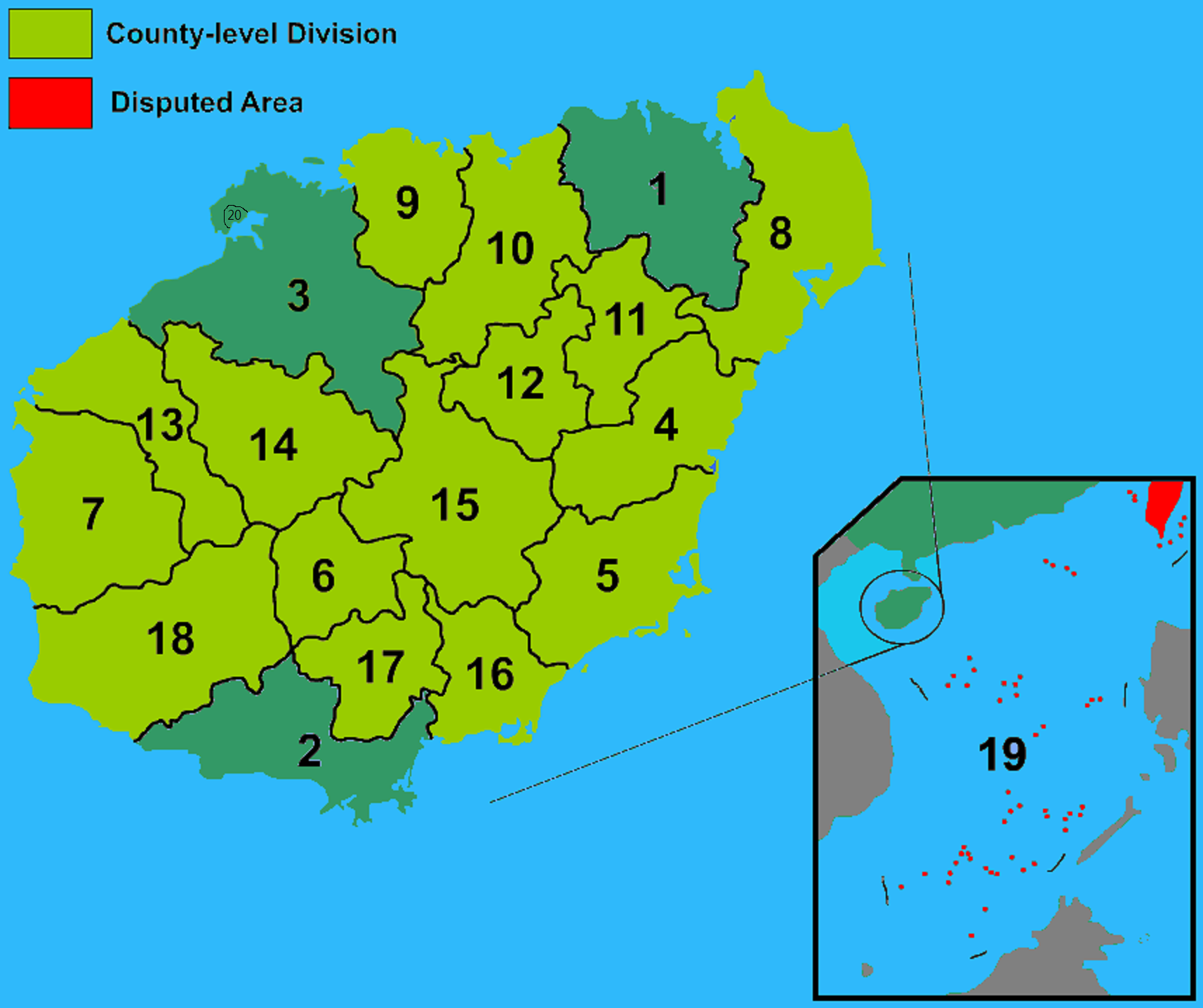
Bản đồ Hải Nam

Tỉnh Hải Nam, Trung Quốc được chia ra thành các đơn vị hành chính sau:
- 4 địa cấp thị
  - thành phố Hải Khẩu (海口市)
  - thành phố Tam Á (三亚市)
  - thành phố Tam Sa (三沙市)
  - thành phố Đam Châu (儋州市)
- 15 đơn vị cấp huyện
  - 5 thành phố cấp huyện
  - 4 huyện
  - 6 huyện tự trị

Tất cả các đơn vị hành chính này được giải thích chi tiết trong bài phân cấp hành chính Trung Quốc. Danh sách sau chỉ liệt kê các đơn vị hành chính cấp địa khu và cấp huyện của Hải Nam.
| Thành phố cấp địa khu (địa cấp thị)    | Quận (khu)                                                                   | Thành phố cấp huyện (huyện cấp thị) | Huyện                                                                                           | Huyện tự trị |
| -------------------------------------- | ---------------------------------------------------------------------------- | --- | ----------------------------------------------------------------------------------------------- | --- |
| • Hải Khẩu (海口市)                    | Long Hoa (龙华区) Tú Anh (秀英区) Quỳnh Sơn (琼山区) Mỹ Lan (美兰区)         | không có | không có                                                                                        | không có |
| • Tam Á (三亚市)                       | Cát Dương (吉阳区) Hải Đường (海棠区) Thiên Nhai (天涯区) Nhai Châu (崖州区) | không có | không có                                                                                        | không có |
| • Tam Sa (西沙市)                      | Tây Sa Nam Sa Trung Sa                                                       | không có | không có                                                                                        | không có |
| • Đam Châu (儋州市)                    | không có                                                                     | không có | không có                                                                                        | không có |
| • 16 đơn vị hành chính trực thuộc tỉnh | • 16 đơn vị hành chính trực thuộc tỉnh                                       | thành phố cấp huyện Ngũ Chỉ Sơn (五指山市) thành phố cấp huyện Quỳnh Hải (琼海市) thành phố cấp huyện Văn Xương (文昌市) thành phố cấp huyện Vạn Ninh (万宁市) thành phố cấp huyện Đông Phương (东方市) | huyện Trừng Mại (澄迈县) huyện Định An (定安县) huyện Đồn Xương (屯昌县) huyện Lâm Cao (临高县) | huyện tự trị dân tộc Lê Bạch Sa (白沙黎族自治县) huyện tự trị dân tộc Lê Xương Giang (昌江黎族自治县) huyện tự trị dân tộc Lê Lạc Đông (乐东黎族自治县) huyện tự trị dân tộc Lê Lăng Thủy (陵水黎族自治县) huyện tự trị dân tộc Lê, Miêu Bảo Đình (保亭黎族苗族自治县) huyện tự trị dân tộc Lê, Miêu Quỳnh Trung (琼中黎族苗族自治县) |